# Jophora compactilis
Jophora compactilis is een halfvleugelig insect uit de familie Aphrophoridae. De wetenschappelijke naam van deze soort is voor het eerst geldig gepubliceerd in 1955 door Metcalf.